# Lech
El Lech és un afluent per la dreta del Danubi que discorre per Àustria i Alemanya. El seu naixement és als Alps i desaigua al Danubi prop de Marxheim. Antigament era anomenat Licias o Licus i es trobava a la Vindelícia. El nom actual s'adoptà en temps dels llombards.
Amb 264 km de llargària, neix a Vorarlberg i travessa el Tirol. Després de la frontera entre Àustria i Alemanya recull les aigües del Vils, forma un salt d'aigua prop de Füssen i, després d'embassar-se en el Forggensee —el primer i més gran d'un sistema de 24 petits pantans pels que discorre—, segueix per Suàbia, on, prop d'Augsburg, recull les aigües del Wertach (segurament l'antic Virdo o Vindo). El Lech continua el seu curs per l'Alta Baviera i, finalment, desemboca al Danubi prop de Marxheim (probablement prop de l'antiga, sinó la mateixa, Drusomagus); després de l'Inn, n'és el tributari més important en terres alemanyes.
Les poblacions més importants per les quals discorre són Lech am Arlberg i Reutte (Tirol), a Àustria, i Füssen, Schongau, Landsberg am Lech i Augsburg a Alemanya.

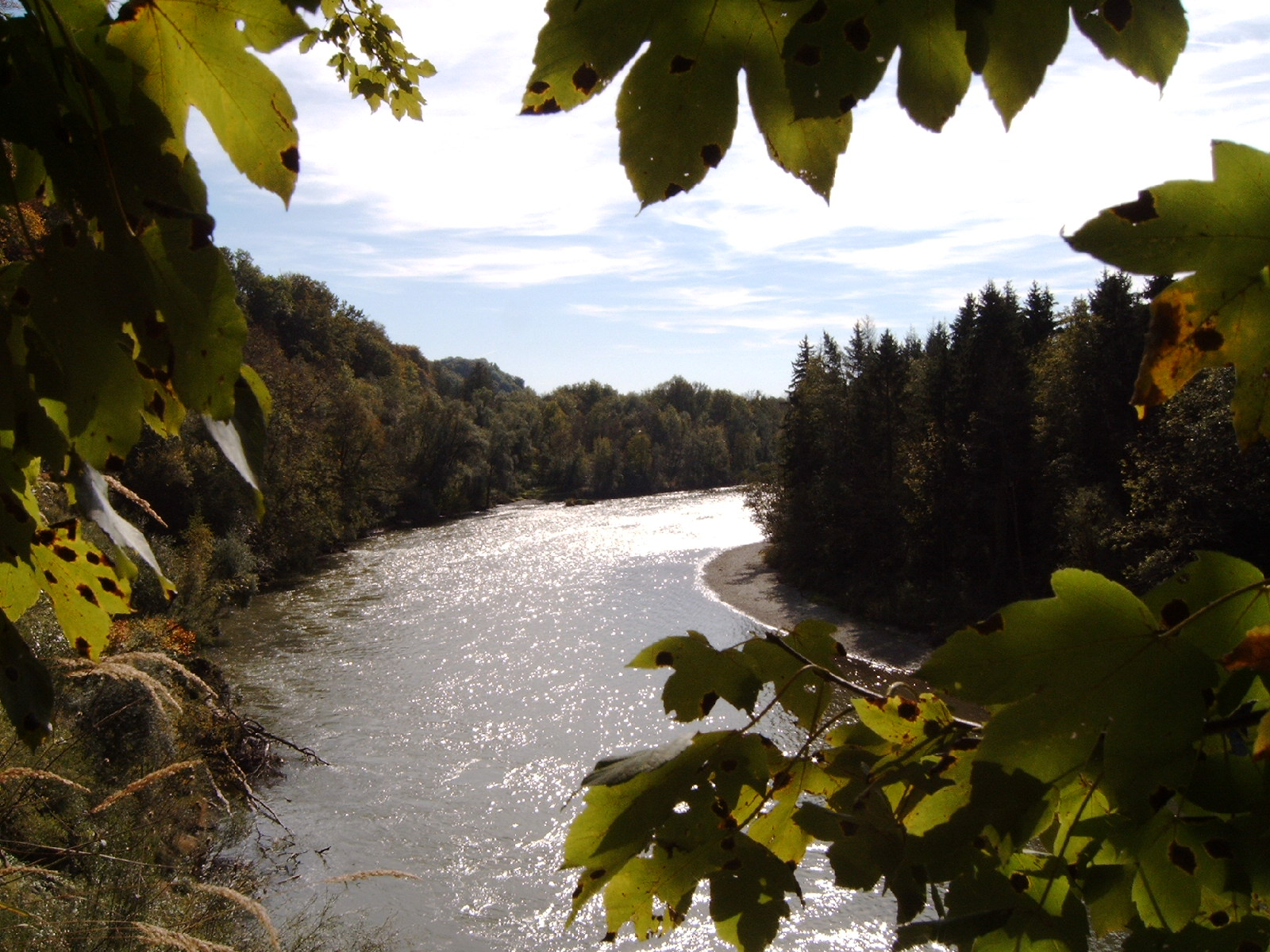
El Lech entre Landsberg i Kauferin (vista presa aigües amunt).
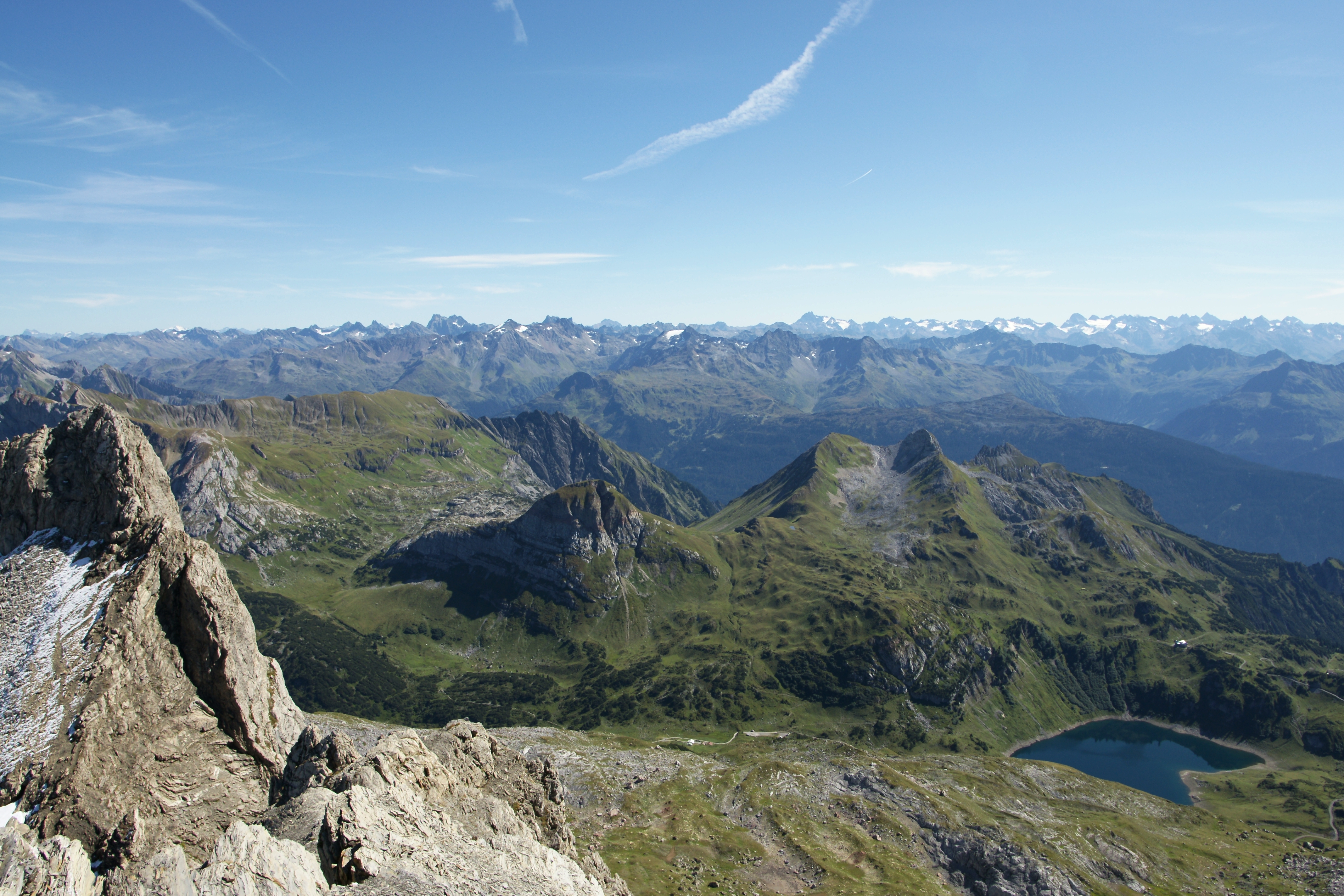
Formarinsee vist des de RoteWand
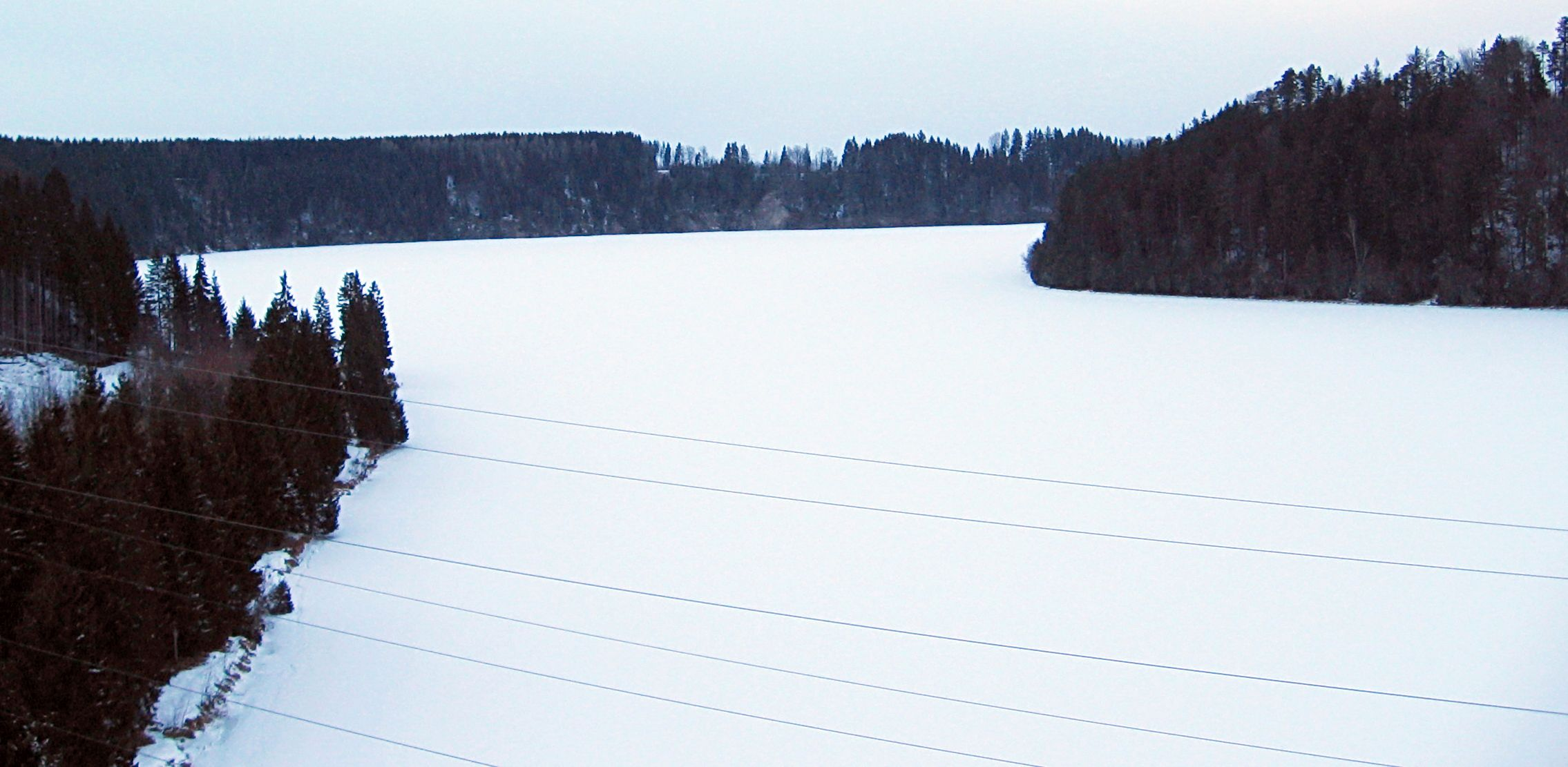
El Lech a Schongau, a l'hivern.
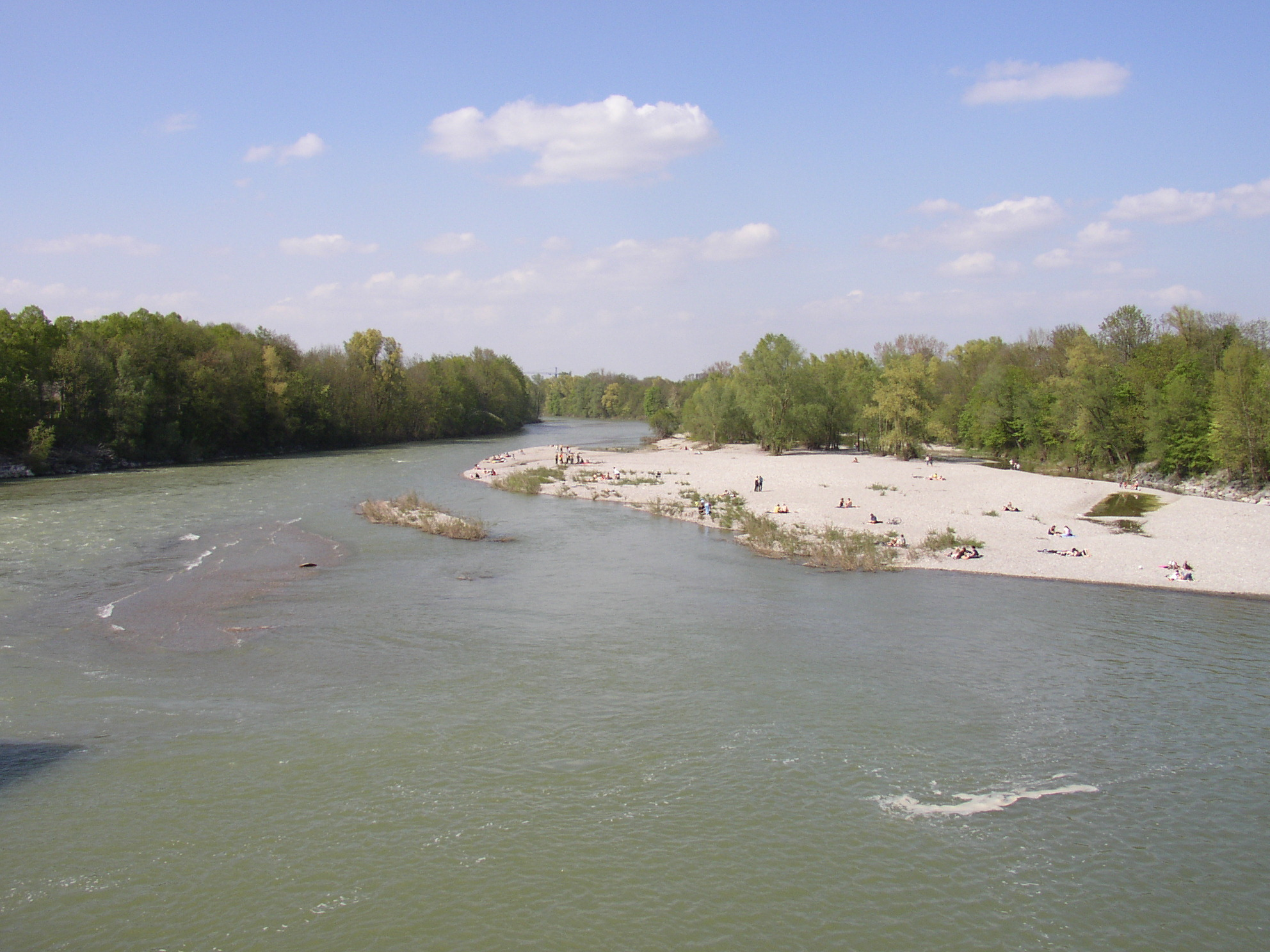
El Lech prop d'Augsburg.